# António José de Brito
António José Aguiar Alves de Brito (Porto, 22 de novembro de 1927 – Porto, 21 de setembro de 2013) foi um filósofo e jusfilósofo português, auto-denominadamente "fascista totalitário" e "monárquico".
Foi Secretário da Universidade do Porto, doutor pela Universidade de Bordéus e Professor da Faculdade de Letras da Universidade do Porto, aí atingindo a cátedra em 1995.
A sua obra divide-se pelo campo filosófico, onde estudou sobretudo o hegelianismo e comentou a herança filosófica de Leonardo Coimbra; o jurídico, onde tratou questões da filosofia do direito; e a doutrinação política, na qual se tornou original pensador de teorização vincadamente nacionalista e monárquica tradicionalista, para além de estudioso do movimento do Integralismo Lusitano. Era assumidamente antidemocrata, simpatizante do nazismo e negador do Holocausto, denunciado o que intitulava "a lenda negra anti-nazista".
Colaborou na revista Tempo Presente e foi o responsável pelo Porto do Movimento de Acção Portuguesa (MAP).

## Obra

### Filosofia
- (1961) Positivismo e idealismo na Ética, Porto: Studium Generale.
- (1962) Estudos de filosofia, Lisboa: Panorama.
- (1962) Uma 'defesa do racionalismo' no Porto, na segunda metade do século XX, Porto: Câmara Municipal.
- (1966) O problema da filosofia do direito, Porto: Centro de Estudos Humanísticos.
- (1968) Sageza e ilusões da filosofia, Porto: Autor.
- (1969) Será o Homem uma Pessoa? Braga: Faculdade de Filosofia.
- (1970) Contradição e identidade, Porto: Centro de Estudos Humanísticos.
- (1973) Filosofia contemporânea, Porto: Tavares Martins.
- (1979) Le point de départ de la philosophie et son développement dialectique, Montpellier: Université Paul Valéry.
- (1986) Para uma filosofia, Lisboa: Verbo.
- (1986) A propósito de juízos de existência, ed. do Autor.
- (1989) Pensamento e realidade em Leonardo Coimbra, Lisboa: Autor.
- (1993) Razão e dialética: estudos de filosofia e história da filosofia, Lisboa: INCM.
- (1999) Valor e realidade, Lisboa: INCM.
- (2005) Esboço de uma filosofia dialética, Lisboa: INCM.
- (2006) Ensaios de filosofia do direito e outros estudos, Lisboa: INCM.
- (2012) Aporias do ponto de partida da filosofia, Sintra: Zéfiro.

### Doutrina Política
- (1959) Nota sobre o conceito de soberania, Braga: Scientia Jurídica.
- (1962) Destino do nacionalismo português, Lisboa: Verbo.
- (1962) O Professor Jacinto Ferreira e o destino do nacionalismo português, Lisboa.
- (1965) Reflexões acerca do integralismo lusitano, Lisboa: Verbo.
- (1975) Diálogos de doutrina antidemocrática, Braga: ed. do Autor (há reed.).
- (1978) Dialogos de doctrina anti-democratica, trad. castelhana de Antonio Medrano, Madrid: Aztlan.
- (1996) Para a compreensão do pensamento contra-revolucionário: Alfredo Pimenta, António Sardinha, Charles Maurras, Salazar, Lisboa: Hugin.
- (2023 - póstumo) Actualidade do fascismo. Santo António dos Cavaleiros: Contra-corrente Editora.